# Jenna Seymour-Smith
Jenna Seymour-Smith (2002) es una deportista sudafricana que compite en triatlón. Ganó una medalla de bronce en el Campeonato Africano de Triatlón de 2021 en la prueba de relevo mixto.

## Palmarés internacional
| Campeonato Africano | Campeonato Africano     | Campeonato Africano | Campeonato Africano |
| Año                 | Lugar                   | Medalla             | Prueba              |
| ------------------- | ----------------------- | ------------------- | ------------------- |
| 2021                | Sharm el-Sheij (Egipto) | Medalla de bronce   | Relevo mixto        |